# Mercedes-Benz E-klasa
E-klasa je srednja limuzina 
Ponuda motora za coupé izvedbu se trenutačno sastoji od pet benzinskih i dva dizelska motora.
- 200 Kompressor - benzinski s četiri cilindra i 163 KS
- 220 CDI - dizelski s četiri cilindra i 150 KS
- 280 - benzinski sa šest cilindara i 231 KS
- 320 CDI - dizelski sa šest cilindara i 224 KS
- 350 - benzinski sa šest cilindara i 272 KS
- 500 - benzinski s osam cilindara i 306 KS
- 55 AMG - benzinski s osam cilindara i 367 KS

Ponuda motora za kabrioletsku izvedbu uključuje sve gore navedene motore uz iznimku slabijeg dizelaša 220 CDI.

## CLK u automobilističkom sportu
Obje generacije coupéa CLK-klase korištene su kao osnova za trkaće automobile u njemačkom prvenstvu turističkih automobila DTM počevši od 2000. godine, kada je to prvenstvo ponovno pokrenuto nakon četiri godine stanke, a vozač Bernd Schneider je upravo za upravljačem CLK-a osvojio tri naslova prvaka u DTM-u.
2003. posebno prerađen CLK 55 AMG bio je sigurnosni automobil u Formuli 1, a na osnovi istog modela 2004. proizvedena je posebna serija pod nazivom CLK DTM AMG ograničena na samo 100 primjeraka i dizajnom gotovo identična trkaćoj izvedbi korištenoj u DTM-u.